# Свободи повітряного простору
Свободи повітряного простору (англ. freedoms of the air) ― це набір правил в комерційній авіації, що надають певній авіакомпанії в даній країні право на входження та посадку в повітряному просторі іншої країни. Дані правила виникли на основі неузгодженостей щодо розширення положень Чиказької конвенції 1944 р., спрямованих на лібералізацію ринку авіаперевезень.

## Загальний огляд
Свободи стосуються комерційної авіації. Під термінами «свобода» чи «право» слід розуміти тип міжнародних послуг, що дозволені між двома чи більше країнами. Навіть якщо дані послуги дозволені країнами, АК можуть бути обмежені в доступі на підставі домовленості чи з інших причин.

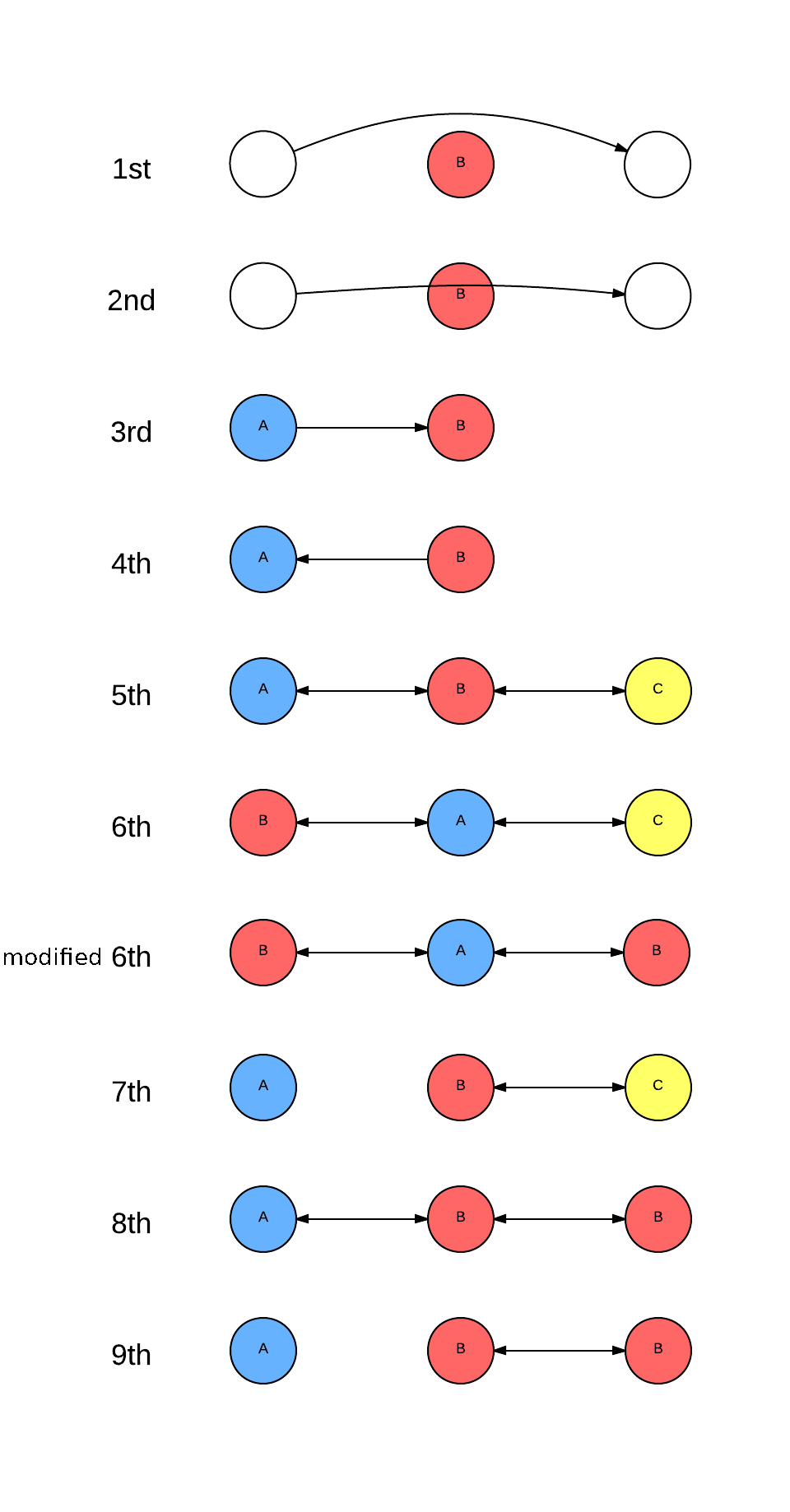
Діаграма 9 свобод, де блакиткі кола позначають внутрішній ринок АК, жовтий і червоний ― іноземні.

| Свобода     | Опис | Приклад | Приклад політу |
| ----------- | --- | --- | --- |
| 1           | Право проліту над іноземною країну без посадки.                                                                    | Політ з Канади в Мексику мексиканською АК над США | Aeromexico, рейс з Калгарі в Mexico City. |
| 2           | Право на дозаправлення або проведення техобслуговування без висадки пасажирів чи вантажу.                          | Політ з Великої Британії в США британської АК для дозаправки в ірландському порту. | British Airways, рейс BA 1 з Лондона в John F. Kennedy International Airport з дозаправкою в Шенноні, Ірландія, тим часом пасажири проходять іміграційні процедури США. У зворотному напрямку така зупинка відсутня. |
| 3           | Право переліту з власної країни в іншу.                                                                            | Рейс новозеландської АК з дому в Японію. | Air New Zealand, flight NZ 99 з Окленда в Наріту |
| 4           | Право летіти з третьої країни у власну.                                                                            | Політ бразильців з Чилі додому. | Бразильська Gol, рейс G3 9246, з Сантьяго в Ріо |
| 5           | Право здійснювати політ між двома іноземними країнами в рейсі, що починається чи закінчується з (у) власної (-ій). | Рейс з Dubai, ОАЕ в Christchurch, Нова Зеландія, здійснена АК Emirates із зупинкою в Сиднеї, Австралія. Пасажири можуть придбавати квитки на цей проміжний пункт без обмежень (Сидней). | Emirates, EK 412 з Dubai International Airport в Крайтчерч через Сидней. П-ри вільні на посадку/висадку в Сиднеї. |
| 6           | Право летіти з однієї іноземної країни в іншу з правом зупинки у власній не з технічних причин.                    | Політ з New Zealand в США, здійснюваний французькою АК, із зупинкою у Французькій Полінезії (частина Франції).                                                                          | Французька Air Tahiti, TN 102 з Окленда в Los Angeles через Papeete |
| доповнена 6 | Право здійснювати рейс між двома портами іноземної країни під час зупинки у власній не з технічних причин.         | Політ канадської АК з США з одного порту в інший з повною зупинкою в Канаді. | Air Canada Express, AC 1100 з New York City-JFK Airport to Anchorage через Калгарі. |
| 7           | Право перелітати між двома іноземними країнами без заходу у власну.                                                | Рейс між Португалією та Німеччиною ірландською АК. | Ryanair, FR 1143 з Лісабона (LIS) to Berlin Schönefeld (SXF). |
| 8           | Право літати в межах іноземної країни з продовженням політу у власну.                                              | Рейс французької АК між San Francisco та Paris, з повною зупинкою в Newark. Пасажири можуть придбавати квитки на цей проміжний пункт без обмежень (Париж)                               | Ethiopian Airlines, ET 833, з Аддис-Абеба (ADD) в Кісанґані (FKI) та Мбуї Маї (MJM), обидва в Конго, після чого назад в Addis Ababa.                                                                                 |
| 9           | Право на політ в іноземній країні без продовження рейсу власну.                                                    | Перелік з Окленда в Крайстчерч австралійською АК. | Австралійська Jetstar у внутрішній мережі Нової Зеландії |